# Louise Latham
Louise Latham (ur. 23 września 1922 w Hamilton w stanie Teksas, zm. 12 lutego 2018 w Montecito w Kalifornii) – amerykańska aktorka filmowa, telewizyjna i teatralna.
Najsłynniejszą w karierze rolę stworzyła w swoim filmowym debiucie; thrillerze Alfreda Hitchcocka Marnie (1964). W filmie tym zagrała postać Bernice Edgar, matki tytułowej bohaterki; granej przez Tippi Hedren. W kolejnych latach pojawiła się m.in. w westernie Szeryf z Firecreek (1968) z udziałem Jamesa Stewarta i Henry’ego Fondy oraz słynnym dramacie Stevena Spielberga Sugarland Express (1974). Wystąpiła także gościnnie w kilkudziesięciu serialach telewizyjnych. Od połowy lat 50. grała na scenach Broadwayu.

## Filmografia
Filmy:
- Marnie (1964) jako Bernice Edgar, matka Marnie
- Szeryf z Firecreek (1968) jako Dulcie
- Cześć, bohaterze! (1969) jako pani Mirabel
- Adam o szóstej rano (1970) jako Verna Hopper
- Biała błyskawica (1973) jako Martha Culpepper
- Sugarland Express (1974) jako pani Looby
- 33 stopnie w cieniu (1975) jako pani Skelton
- Eksperyment Filadelfia (1984) jako Pamela
- Trudna miłość (1985) jako pani Griffin
- Mroczna tajemnica (1987) jako Lila Thatcher
- Więzy krwi (1989) jako Helen Whately
- Szalone sece (1991) jako Mae Esther
- Nawiedzony dom (1991) jako Mary Smurl
- Raj odzyskany (1991) jako Catherine Reston Lee
- Pole miłości (1992) jako pani Enright
- Chora krew (1994) jako Delores Lynch
- Z zimną krwią (1996) jako Eunice Hickock

Seriale TV:
- Alfred Hitchcock przedstawia (1955–1965) jako Maude Isles (gościnnie, 1965)
- Perry Mason (1957–1966) jako Shirley Logan/Matilda Shore (gościnnie, 1965)
- Gunsmoke (1955–1975) – różne role w 6 odcinkach z lat 1968–1974
- Bonanza (1959–1973) jako Willie Mae Rikeman/Harriet Clinton (gościnnie, 1966 i 1971)
- Ścigany (1963–1967) jako Betsy Chandler (gościnnie, 1967)
- Ironside (1967–1975) jako Wanda/Martha Gordon (gościnnie, 1969 i 1971)
- Hawaii Five-O (1968–1980) jako pani Klein (gościnnie, 1972)
- Ulice San Francisco (1972–1977) jako Harriet Sensibaugh (gościnnie, 1972)
- Kojak (1973–1978) jako Madge Donnelly (gościnnie, 1973)
- Columbo jako pani Norris w odc. pt. Przekaz podświadomy z 1973
- Waltonowie (1972–1981) jako ciotka Kate Grover Daly (gościnnie, 1977)
- Quincy (1976–1983) jako Katherine Lowry, pielęgniarka (gościnnie, 1978)
- Autostrada do nieba (1984–1989) jako Mildred Kelsey (gościnnie, 1986)
- Napisała: Morderstwo (1984–1996) jako pani Oates (gościnnie, 1992)
- Projektantki (1986–1993) jako Perky Sugarbaker, matka Julii i Suzanne (gościnnie, 1986)
- Ziemia 2 (1994–1995) jako stara Lydia (gościnnie, 1995)
- Ostry dyżur (1994–2009) jako pani Cupertino (gościnnie, 1997)
- Z archiwum X (1993–2002) jako Marjorie Butters (gościnnie, 2000)
- Ochrona absolutna (1997) jako Zoe Gareth (gościnnie)